# نهر اغنيار
نهر اغنيار هو نهر غير دائم في الولاية الهندية في ولاية تاميل نادو الذي يتدفق جنوب شرق خليج البنغال.